# エヤシ湖
座標: 南緯3度36分11秒 東経35度4分44秒 / 南緯3.60306度 東経35.07889度
エヤシ湖 (エヤシこ、Lake Eyasi) は、タンザニアのアルーシャ州カラトゥ県にある弱アルカリ塩湖である。クレーター・ハイランド地域のセレンゲティ国立公園の南方、ンゴロンゴロ・クレーターのすぐ南西に位置する。グレート・リフト・ヴァレーの谷底に連なる湖のうちの一つである。1882年にオスカール・バオマン (en:Oscar Baumann) が欧米人として初めて発見した。

## 地理
湖は北東-南西の長軸をもつ長辺約72 km、短辺約16 kmの長方形をしている。南西岸はシビティ川からの堆積物によって埋められているためにほかより浅い。
湖の集水域は65,500 km2である。主要な流入河川はシビティ川 (en:Sibiti River) であり、湖の南西端に流入する。ンゴロンゴロ火山の南西麓に降った雨はマテテ川 (Matete River) などを通じて湖の北東端へと集められる。
湖の北西辺に沿った丘はオルドイニョ・アイリピ (Ol Doinyo Ailipi) と呼ばれている。

## 生物相
湖の周りはアカシアとドームヤシの森がある。湖岸沿いの牧草地と森には、ヒョウ、カバ、さまざまなサル、オオフラミンゴとコフラミンゴ、コウノトリ類およびペリカン類を含む鳥類などの多様な野生動物が棲息している。

## 民族
湖の周囲には少数が現在も狩猟採集生活を続けるハヅァ族 (en:Hadza people) が住んでいる。100年以上前、勇猛なマサイ族がンゴロンゴロとセレンゲティ地域に移動してきたときに、そこに住んでいた他の先住民たちが南のエヤシ湖に追いやられた。
現在エヤシ湖は人口増加、拙い耕作手法による土壌の枯渇、燃料供給と農場用土地捻出のための森林伐採によって自然資源が減少しており、この地の人々は脅かされている。